# Àcid sulfònic

Estructura química de l'àcid sulfònic.

L'àcid sulfònic és un àcid inestable amb la fórmula H-S(=O)₂-OH.. L'àcid sulfònic és el tautòmer menys estable de l'àcid sulfurós, HO-S(=O)-OH, cap al qual l'àcid sulfònic ràpidament es converteix. Els compostos derivats en els quals es substitueix l'àtom d'hidrogen unit al sofre amb grups orgànics són estables. Aquests poden formar sals o èsters, anomenats sulfonats.

## Àcids sulfònics

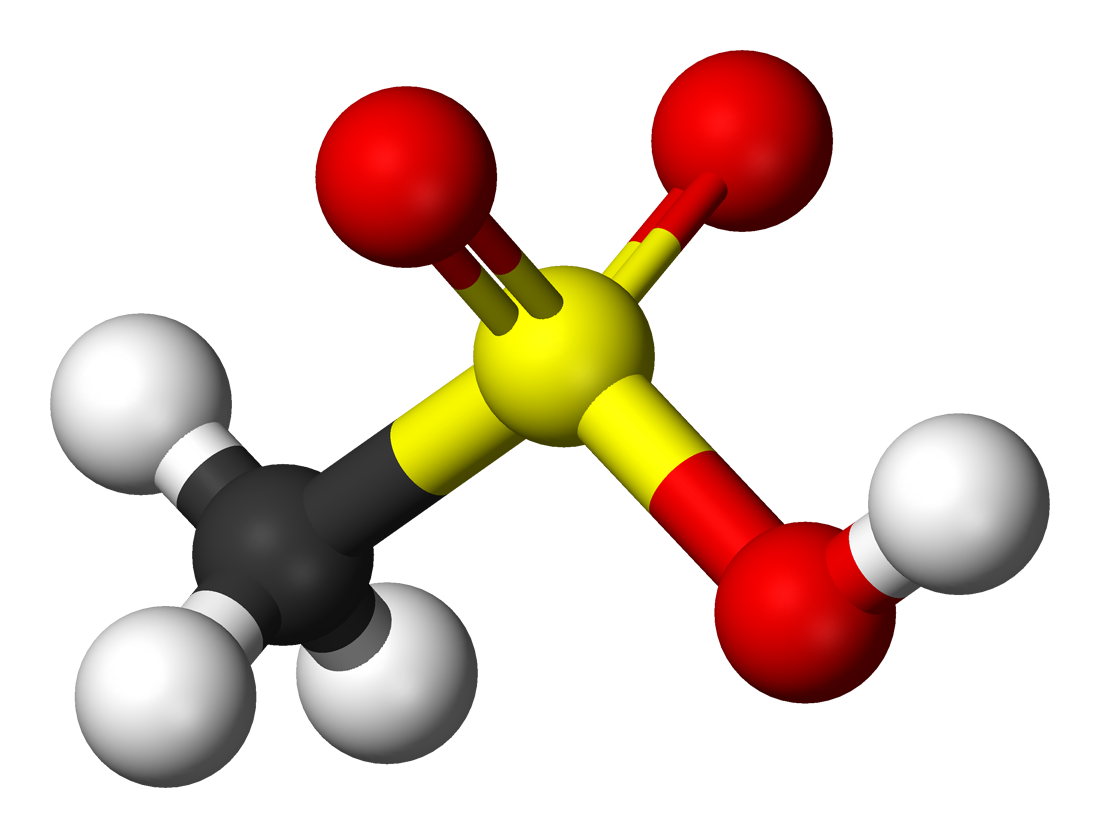
Model de boles i bastons de l'àcid metasulfònic.

Els àcids sulfònics són una classe d'àcids orgànics amb la fórmula general R-S(=O)₂-OH, 
on R és generalment una cadena lateral hidrocarbonada. Els àcids sulfònics són generalment àcids molt més forts que les seves contraparts carboxíliques, i tenen la tendència única d'unir-se fortament a proteïnes i carbohidrats; molts tints que es poden "rentar" són àcids sulfònics (o tenen el grup funcional sulfonil en ells) per aquesta raó. També són usats com catalitzadors i intermediaris per a un gran nombre de productes diferents com detergents, medicaments antibacterians, sulfonamida, resines de bescanvi aniònic i la purificació de l'aigua.

## Èsters sulfònics

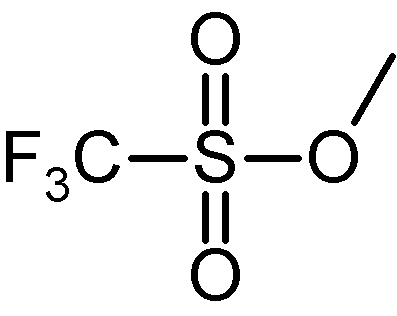
Triflat de metil.

Els èsters sulfònics són una classe de compostos orgànics amb la fórmula general R-SO₂-OR. Un exemple és el triflat de metil que es fa servir en la substitució nucleofílica.